# 춘천 청평사 고려선원
춘천 청평사 고려선원(春川 淸平寺 高麗禪園)은 대한민국 강원특별자치도 춘천시 북산면 청평리에 있는, 불교의 선(禪)을 닦는 도량(道場)으로 고려선종 6년 이자현이 문수원을 중건하면서 선원을 확대한 곳이다. 2010년 2월 5일 대한민국의 명승 제70호로 지정되었다.

## 개요
청평사는 불교의 선(禪)을 닦는 도량(道場)으로 고려 선종 6년 이자현이 문수원을 중건하면서 선원을 확대한 곳이며, 지형지세를 이용해 자연과 인공을 조화롭게 조성하였으며, 보물(제164호 회전문), 강원특별자치도 기념물(제5호 청평사지), 문화재자료(제8호 청평사 3층 석탑) 등 유구 및 유적 등이 있는 유적지다.
산수가 빼어난 경승지로 유명한 청평사 일대는 아늑한 분지형을 이룬 입지환경 속에 계곡, 영지(影池), 소(沼), 반석(너럭바위), 기암괴석, 폭포 등이 어우러진 절경(絶景)이며 선경(仙境)으로서 천혜의 산수풍경을 간직하고 있다.

## 갤러리

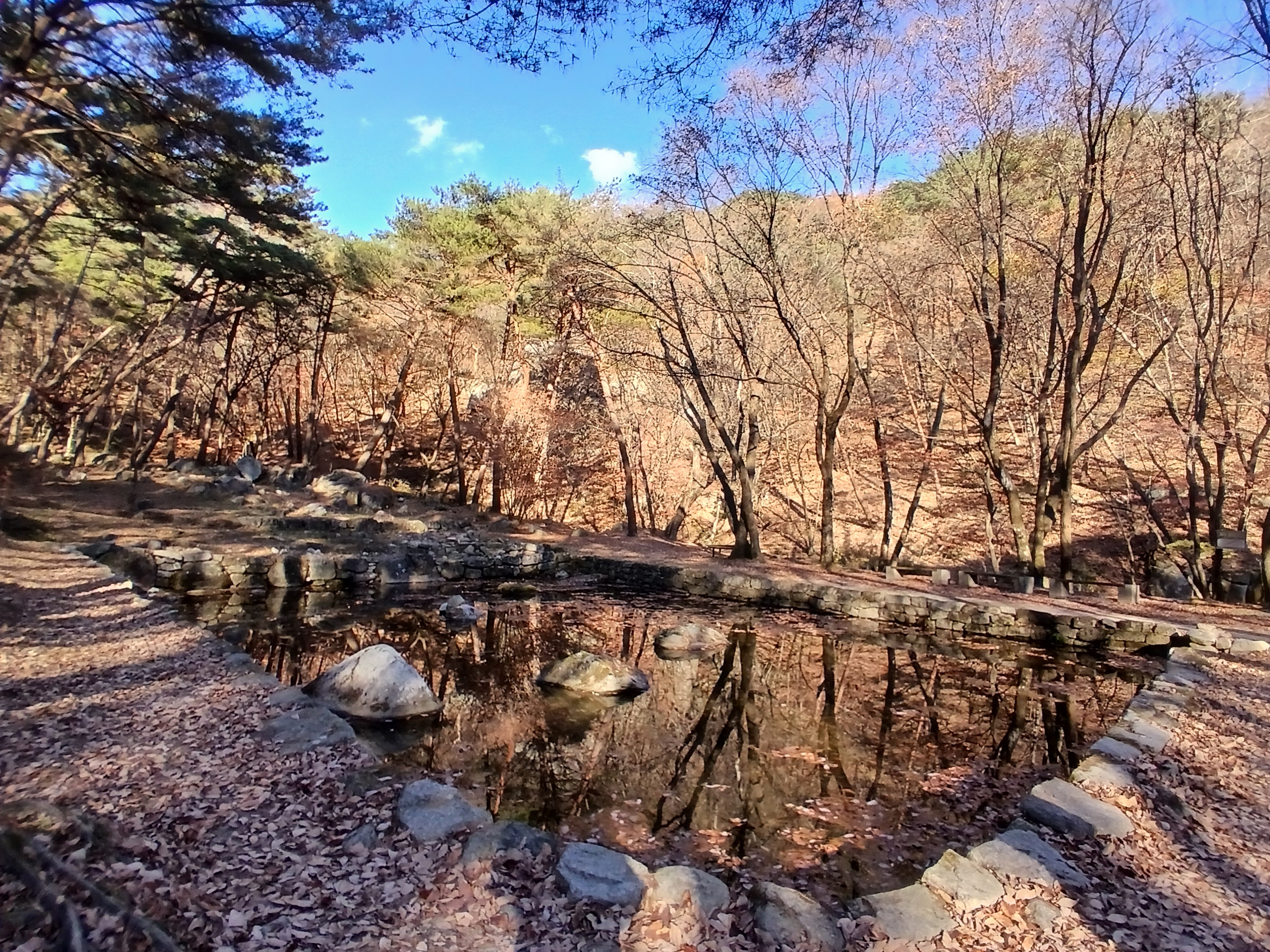
영지
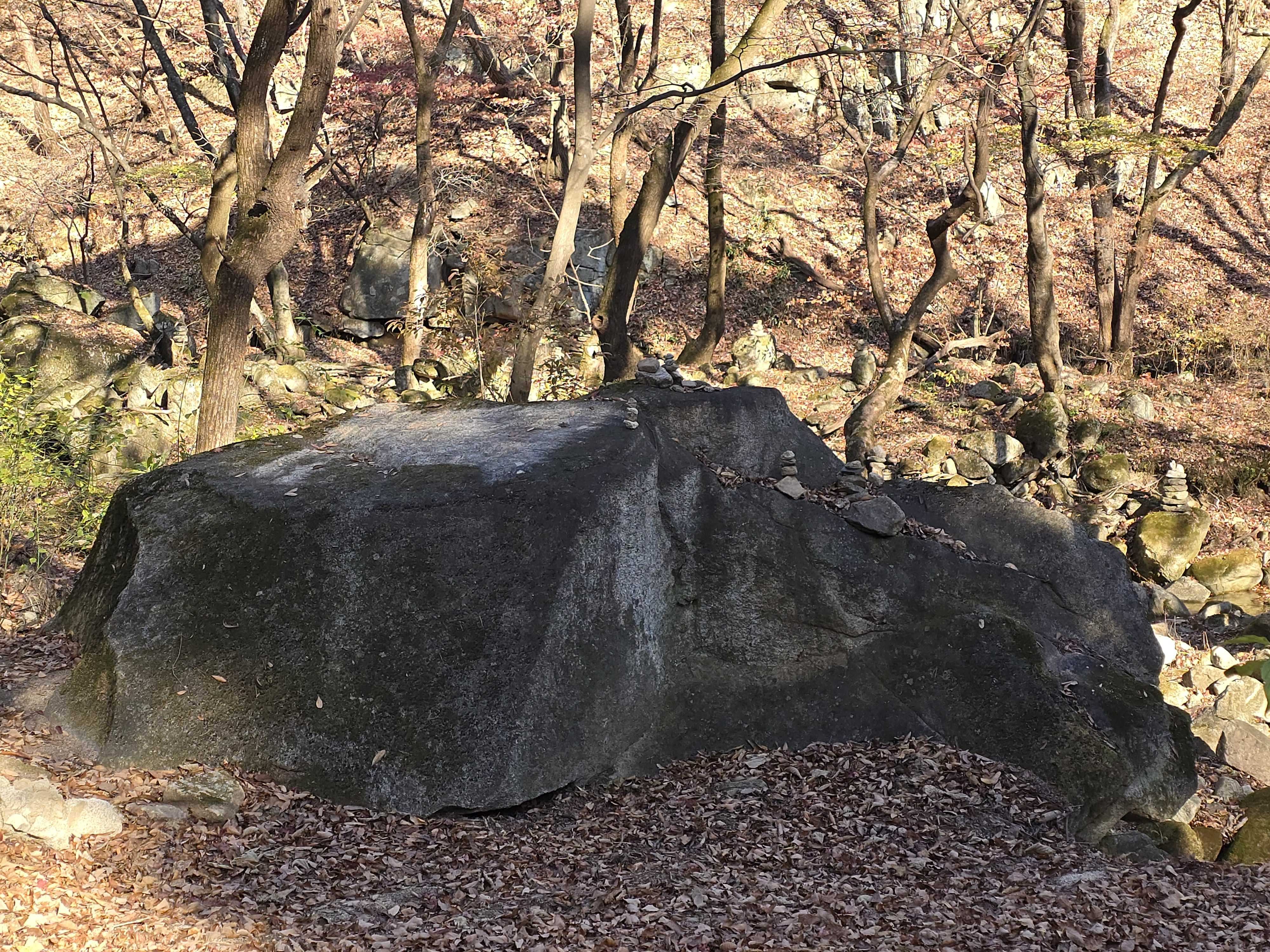
영지 명문 바위
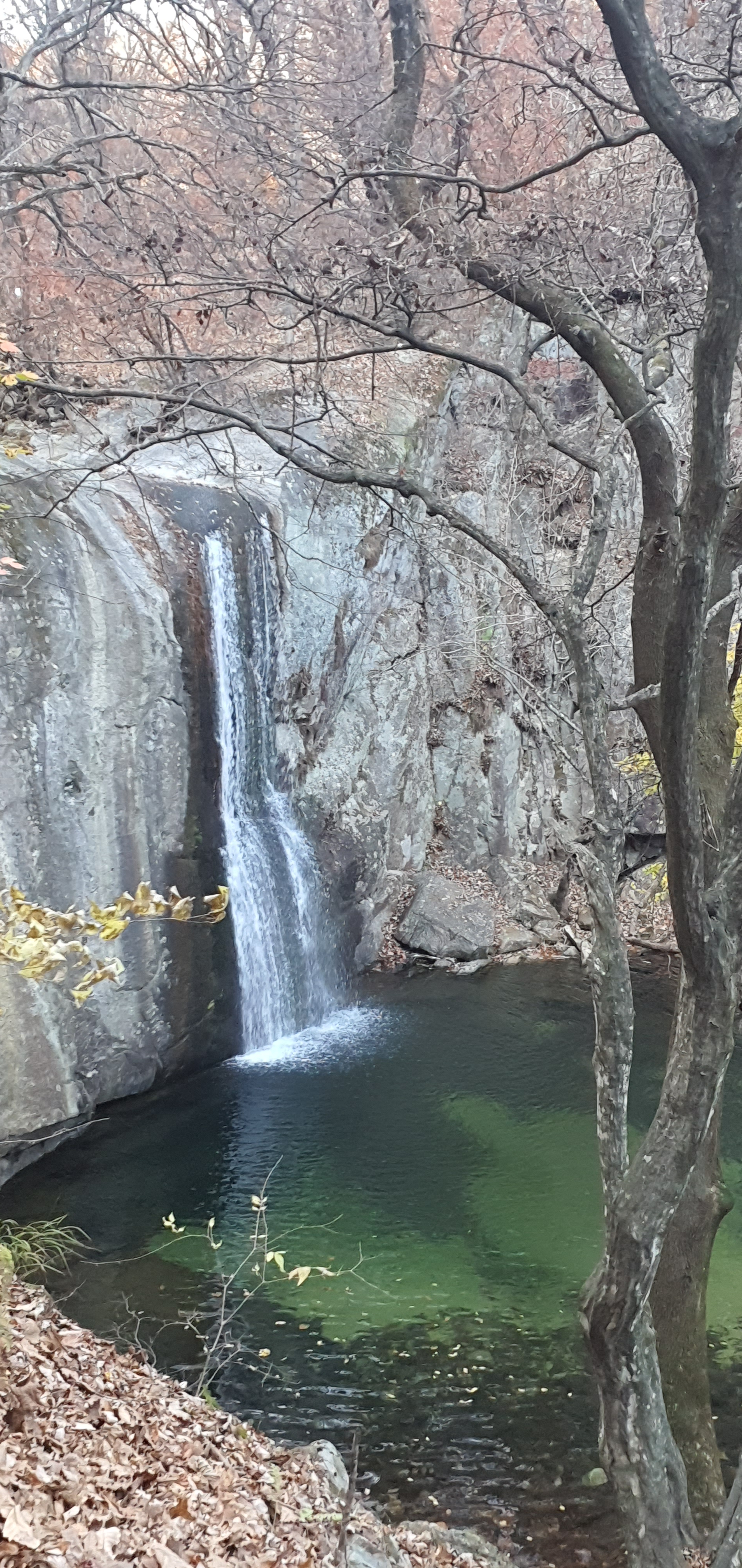
구송(구성)폭포

## 같이 보기
- 춘천 청평사 회전문 - 보물 제164호
- 춘천 청평사 삼층석탑 - 강원특별자치도 문화재자료 제8호
- 청평사지 - 강원특별자치도 기념물 제55호

## 참고 자료
- 춘천 청평사 고려선원 - 국가유산청 국가유산포털